# إسراء نعماني
إسراء قراتولين نعماني (بالإنجليزية: Asra Nomani) (من مواليد عام 1965) كاتبة أمريكية وأستاذة تعلمت الصحافة في جامعة جورجتاون. وتشارك في إدارة مشروع بيرل، وهو مشروع لتدريب الطلاب على اعداد التقارير الصحفية الخاصة بالتحقيقات في عملية خطف وقتل زميلها السابق دانيال بيرل مراسل صحيفة وول ستريت.
اسراء نعماني هي مؤلفة لكتابين:
الأول بعنوان: الوقوف وحيدًا في مكة: نضال امرأة أميركية من أجل روح الإسلام.
والثاني بعنوان: تانتريكا: السفر على طريق الحب الإلهي.
ومن المقالات:
- حقوق المرأة في غرفة النوم حسب الشريعة الإسلامية.
- حقوق المرأة في المسجد حسب الشريعة الإسلامية.
- 99 وصيّة لفتح القلوب والعقول والأبواب في العالم الإسلامي.

تشكل قصتها جزءًا من الفيلم الوثائقي (المسجد في مورغانتاون)، والذي تم بثّه على مستوى البلاد على محطة الشبكة التلفزيونية الأمريكية (PBS) كجزء من سلسلة الافلام الوثائقية (أمريكا على مفترق طرق).

## نشأتها
وُلدت نعماني في مدينة بومباي (مومباي الآن) في الهند لعائلة مسلمة سنية. وانتقلت إلى الولايات المتحدة عندما كانت في الرابعة من عمرها مع شقيقها الأكبر للانضمام إلى والديها في مدينة (نيو برونزويك) في ولاية نيو جيرسي.
كان والدها ظفر نعماني حاصلًا على درجة الدكتوراه في جامعة روتجرز (Rutgers). انتقلت عائلتها عندما كانت في العاشرة من عمرها إلى مورغانتاون في فيرجينيا الغربية، حيث أصبح والدها أستاذًا مساعدًا في مجال التغذية. نشر والدها دراسات حول الآثار الصحية للصيام خلال شهر رمضان، كما ساعد في تنظيم المساجد في كل من نيوجيرسي وغرب فيرجينيا.
تذكر نعماني في كل من كتابيها تانتريكا والوقوف وحيدًا في مكة أن جدها هو العالِم الإسلامي المعاصر شبلي نعماني المعروف بتأليفه لسيرة النبي محمد.
حازت اسراء نعماني على درجة البكالوريوس في الدراسات الليبرالية من جامعة ويست فرجينيا في عام 1986 وحازت على درجة الماجستير في التواصل الدولي من الجامعة الأمريكية في عام 1990.

## الحياة المهنية
نعماني هي مراسلة سابقة لصحيفة وول ستريت، وكاتبة لصحيفة واشنطن بوست وصحيفة نيويورك تايمز وصحيفة سلايت وصحيفة أمريكان بروسبكت وصحيفة التايم.
كانت مراسلة لموقع (Salon.com) في باكستان بعد أحداث 11 سبتمبر، وتظهر أعمالها في العديد من المنشورات الأخرى بما في ذلك مجلة الناس الأمريكية الاسبوعية، ومجلة الرياضة المصورة للمرأة، ومجلة العالمية الدولية للمرأة (Cosmopolitan)، ومجلة صحة المرأة. وكانت معلِّقَة في الإذاعة الوطنية العامة.
كانت استاذة خارجية في مركز الصحافة الاستقصائية في جامعة برانديز. وتعمل في معهد بوينتر للإعلام في جامعة ييل.
نعماني هي مؤسسة وصاحبة فكرة منظمة حرية المرأة المسلمة. كما رفضت التفسيرات الحرفيّة للإسلام والتي تفصل النساء عن الرجال خلال الصلاة في المساجد، ولذلك كانت إحدى المنظمين الرئيسيين لصلاة المسلمين التي أمّتها امرأة في مدينة نيويورك بتاريخ 18 آذار عام 2005 والتي وُصفت بأنها الصلاة المختلطة الأولى التي أمّتها امرأة مسلمة خلال 1400 سنة.
الجدير بالذكر أنّه قد أمّت امرأة مسلمة صلاة مختلطة بين الجنسين من قبل لكن بشكل مغلق، مثل صلاة الجنازة عام 1997 التي أمّتها شيماء شيخ وهي إحدى النساء المسلمات في جنوب إفريقيا. قالت نعماني أن صلاة عام 2005 هي أول صلاة جمعة عامّة أمّتها امرأة في العصر الحديث.
أصدرت مجموعة من النشطاء والسياسيين والكتاب المسلمين في عام 2015 إعلانًا للإصلاح يدعم حقوق المرأة، يقول الإعلان في جزء منه: (نحن ندعم حقوق المرأة بالمساواة، بما في ذلك حق المساواة في الميراث والشهادة والعمل والتنقل. يتمتع الرجال والنساء بحقوق متساوية في المساجد والمجالس والقيادة وفي جميع مجالات المجتمع، ونحن نرفض التحيز الجنسي وكراهية النساء). كما نصَّ الإعلان على تأسيس منظمة حركة الإصلاح الإسلامي للعمل ضد معتقدات الجماعات الإرهابية في الشرق الأوسط. وضعت نعماني وآخرون الإعلان على باب المركز الإسلامي في واشنطن في عام 2015.
أيدت نعماني برامج المراقبة الحكومية لمحاربة الإرهاب الإسلامي قائلتًا: (إن حسَّ المجتمع السياسي الصحيح جنبنا استراتيجيات فرض القانون بالقوة والتي تخصُّ المسلمين والمساجد والمنظمات الإسلامية بشكل أساسي). وتقول إن المجتمع الإسلامي لا يقوم بعمل جيد لحفظ الأمن وأن الأماكن العامّة التابعة له هي مكان لقاء طبيعي للمجرمين. وافقَ رئيس المنتدى الإسلامي الأمريكي من أجل الديمقراطية زهدي جاسر على كلام نعماني بأن مثل هذه الأساليب كان من وراءِها أسباب تبررها.
كما أيدت نعماني التصنيف العنصري والديني، موضحتًا ذلك بأن القاسم المشترك للعديد من الإرهابيين ذوي وجهات النظر المناهضة للولايات المتحدة هو كونَهم مسلمون.
وأكدّت مجددًا أن المجتمع الإسلامي فشلَ في ضبط نفسه والحفاظ على الأمن، وأن هذا التصنيف القائم على أساس الدين والسلالة والعرق هو أمرٌ ضروري للحفاظ على بلادنا آمنةً.
كشفت نعماني في 11 تشرين الثاني عام 2016 على قناة سي إن إن (CNN) أنها صوتت لصالح المرشح الجمهوري دونالد ترامب، مضيفتًا أن الليبراليين واليسار قد خانوا أمريكا بالفعل. وبعد أن أصدر دونالد ترامب الأمر التنفيذي المثير للجدل رقم 13769 والذي يحدُّ من خلاله سفر الناس من دول محددة إلى أمريكا، أيدت نعماني القرار وقالت إن الإشارة إلى الأمر التنفيذي باعتباره حظر للمسلمين هو حملة اعلامية لتحريض الناس على الخوف.

## التأثير
أصبحت نعماني في تشرين الثاني عام 2003 أول امرأة تصرُّ على حقها في الصلاة في القاعة الرئيسية المخصصة للذكور فقط في مسجد في فرجينيا الغربية. آثار ذلك اهتمام الصحافة بشدّة حيث نشرت صحيفة نيويورك تايمز مقالًا على صفحتها الأولى بعنوان (المرأة المسلمة تسعى للحصول على مكان لها في المسجد).
قامت نعماني بتنظيم أول صلاة جمعة أمّتها امرأة لمجموعة مختلطة من الجنسين في الولايات المتحدة مع أمينة ودود والتي أمّت المصلين في يوم 18 آذار عام 2005. وكانت الفكرة مستوحاة من رواية مايكل محمد نايت (تقوى واحتجاج - (The Taqwacores. وقالت:
"نحن ندافع عن حقوقنا كنساء في الإسلام. لن نقبل بعد الآن أن نكون خلف الرجل أو تحت ظلّه، سنصبح في النهاية قادةً في العالم الإسلامي. نحن نُدخِلُ الإسلام في القرن الواحد والعشرين، نستعيدُ الصوت الذي أعطانا اياه النبي قبل 1400 سنة).
عبرت نعماني عن تجاربها وأفكارها للإصلاح في مقالات نُشرت في صحيفة نيويورك تايمز وفي العديد من المطبوعات والبث التلفزيوني والإذاعي (بالإضافة إلى كتبها).
كانت صديقة وزميلة لمراسل صحيفة وول ستريت دانيال بيرل الذي كان يقيم معها هو وزوجته ماريان بيرل في مدينة كراتشي في باكستان عندما تم اختطافه ثم قتله على يد مسلحين إسلاميين في شهر كانون الثاني عام 2002.
قامت الممثلة البريطانية أرشي بانجابي (Archie Panjabi) بأداء دور نعماني في فيلم القلب الكبير (A Mighty Heart) والذي يروي قصة كتاب لماريان بيرل. نشرت صحيفة واشنطن بوست تقييمًا للفيلم أجرته نعماني والتي قالت فيه: (أن دانيال نفسه تم تحييده عم قصته في الفلم).
تم إجراء مقابلة مع نعماني في فلم وثائقي للمجلس الوطني للسينما في كندا عام 2005 من قبل الصحفية زرقاء نواز حول محاولات النساء المسلمات في أمريكا الشمالية للسماح لهنَّ بالدخول إلى المساجد، عنوان البرنامج: (أنا والمسجد).

## الآراء وردات الفعل
فيما يتعلق بقضية مسجد مورغانتاون عبرت المحامية الباكستانية الأمريكية أسماء غول حسن مؤلفة كتاب (لماذا أنا مسلم: ملحمة أميركية) عن إعجابها بعمل نعماني. بينما انتقدَها الأستاذ بجامعة وست فرجينيا جمال فهمي وتساءلَ عن دوافعها.
يشير آخرون إلى أن الصلاة التي نظمتها نعماني والتي أمّتها امرأة في عام 2005 أدّت إلى فتح باب النقاش والجدال حول دور المرأة في المجتمع الإسلامي.
انتقد ممثلو بعض المنظمات الإسلامية نعماني على إثر قضية مسجد مورغانتاون لسببين، الأول هو انتقادها العلني للعادات المعترف بها عمومًا في المجتمع الأمريكي المسلم، والسبب الثاني هو عدم تفاعلها ومشاركتها بشكل كاف مع المجتمعات المسلمة القديمة في الولايات المتحدة.

## الأعمال

### الكتب
- الوقوف وحيدًا في مكة: نضال امرأة أميركية من أجل روح الإسلام، عام 2005. الرقم الدولي المعياري للكتاب: ISBN 0-06-057144-6
- تانتريكا: السفر على طريق الحب الإلهي. الرقم الدولي المعياري للكتاب ISBN 0-06-251714-7

### المقالات
- صحيفة واشنطن بوست: الجهاد بحسب الجنس من أجل مستقبل الإسلام.
- صحيفة واشنطن بوست: المرأة التي تصدّرت المسجد.

### المقتطفات الأدبية
- لأني قلت ذلك، الرقم الدولي المعياري للكتاب ISBN 0-06-059878-6

## روابط خارجية
- إسراء نعماني على موقع IMDb (الإنجليزية)
- إسراء نعماني على موقع قاعدة بيانات الفيلم (الإنجليزية)